# جاستین اولسن
جاستین اولسن (انگلیسی: Justin Olsen؛ زادهٔ ۱۶ آوریل ۱۹۸۷) ورزشکار بابسلد اهل ایالات متحده آمریکا است.
وی در مسابقات کشوری و بین‌المللی در مجموع برندهٔ ۴ مدال طلا، ۲ مدال برنز شده‌است.